# Santa Maria Assunta (Orte)

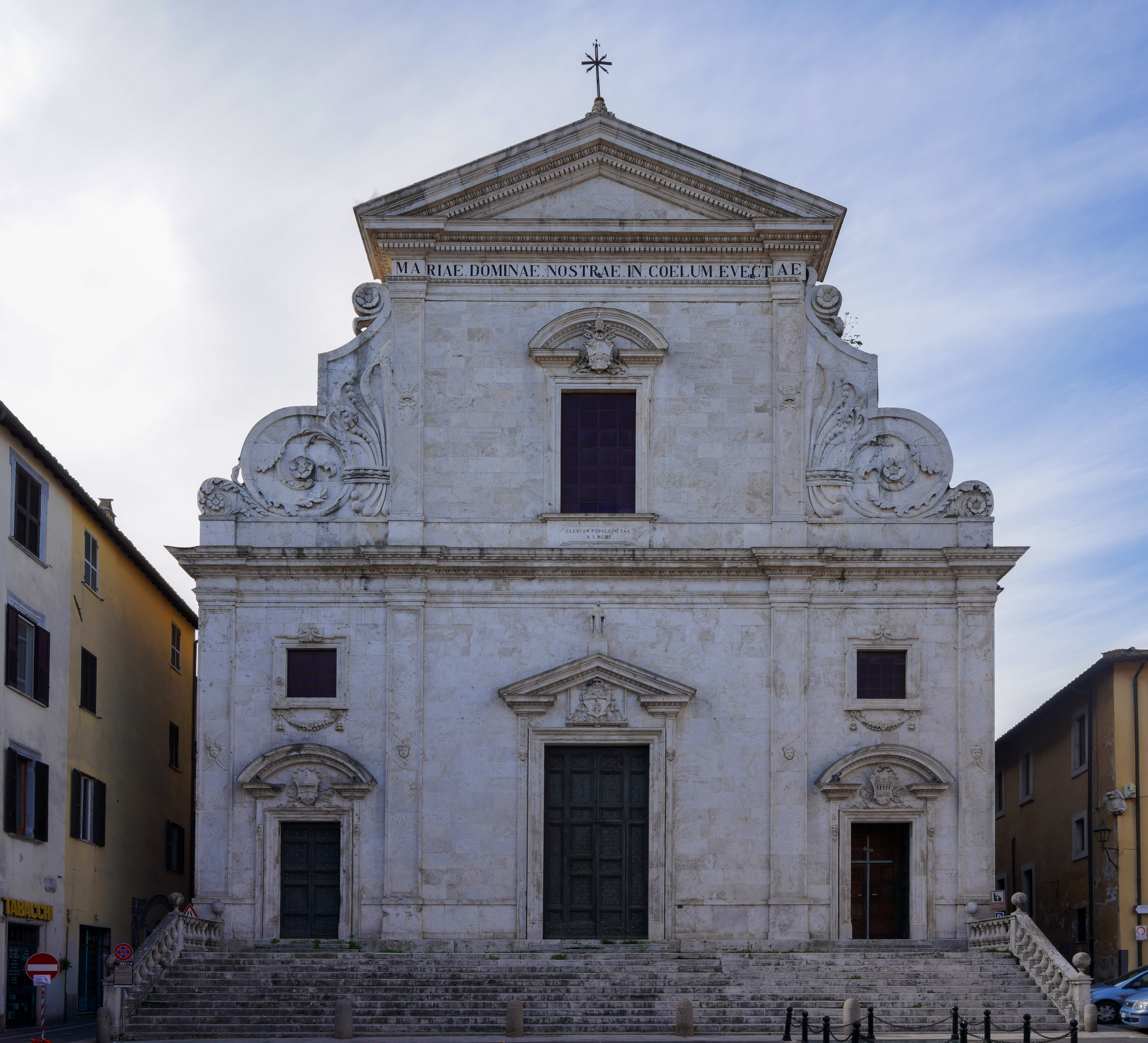
Santa Maria Assunta

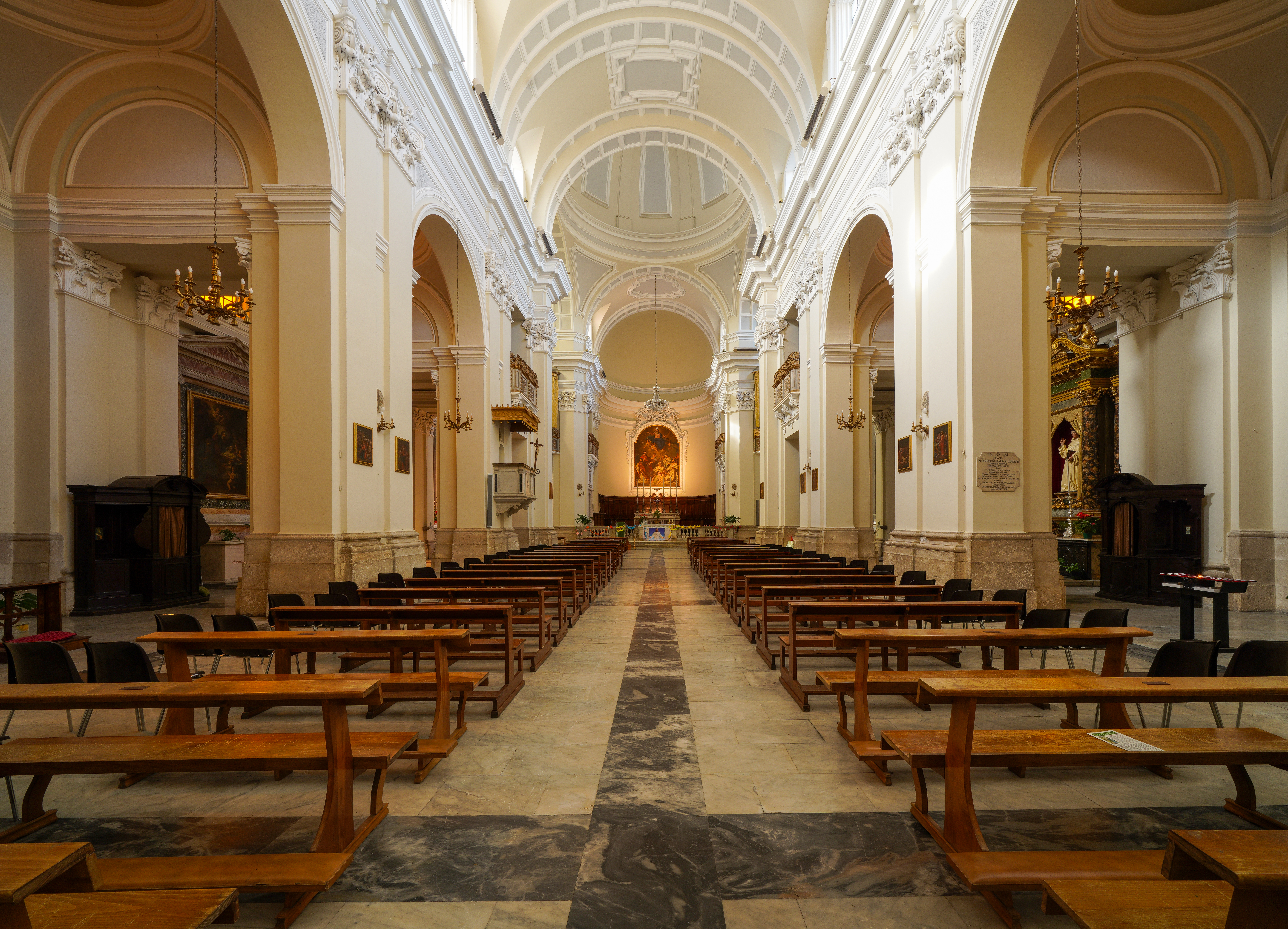
Innenraum

Santa Maria Assunta oder die Kathedrale von Orte ist eine römisch-katholische Kirche in Orte am Tiber in der italienischen Region Latium. Sie ist eine Konkathedrale des Bistums Civita Castellana mit dem Patrozinium Mariä Himmelfahrt. Die Kirche wurde Anfang des 18. Jahrhunderts im Stil des Barock ausgehend von der Kathedrale des vorherigen Bistums Orte erbaut.

## Geschichte
Die Vorgängerkirche aus dem 9. Jahrhundert war bereits im 14. und 16. Jahrhundert umgestaltet und erweitert worden. In einem wesentlichen Umbau wurde Anfang des 18. Jahrhunderts die heutige Kirche 1721 fertiggestellt und geweiht. Der dreischiffige Aufbau wurde beibehalten. Um 1900 wurden Arbeiten an der Fassade durchgeführt.
Sie trägt ab immemorabili den Titel einer Basilica minor und wurde  in der Tradition des früheren Bistums Orte Sitz des 1991 geschaffenen Titularbistums Hortanum.

## Architektur
Die Hauptfassade ist ein deutliches Werk des Spätbarocks und erhebt sich neben dem alten Bischofspalast. Sie ist verziert mit Lisenen, Gesimsen und wertvollen Stuckaturen. Sie besitzt drei Portale, von denen das zentrale größer und stärker ausgestaltet ist. Die anderen Fassadenseiten sind teilweise grob verputzt. Die dreischiffige Basilika ist mit Tonnengewölben überdeckt und hat einen kreuzförmigen Grundriss mit einer Vierungskuppel. Die Wände entlang der Seitenschiffe sind mit reicher Dekoration in spätbarockem Stuck ähnlich dem der Fassade gestaltet. Der Fußboden, ursprünglich aus Terrakotta, wurde in der zweiten Hälfte des 20. Jahrhunderts durch weißen Carrara-Marmor mit Bardiglio-Bändern ersetzt.

## Ausstattung
Die Kirche ist mit wertvollen Kunstwerken ausgestattet. Der Altar aus dem 17. Jahrhundert aus polychromem Marmor zeigt das Altarbild Madonna in Glorie mit den acht heiligen Märtyrern von Giuseppe Bottani. Das Chorgestühl aus Nussbaumholz wurde von Pater Girolamo da Mestretta geschaffen, eine Marmorbalustrade umschließt den Altarraum.
Die Orgel wurde 1721 von Domenico Densi (1691–1779) erbaut, dabei wurde ein Teil des klanglichen Materials der von Domenico Benvenuti 1582 erbauten Orgel wiederverwendete. Ihre Restaurierung wurde 2001 abgeschlossen. Sie wird mit einem Manual und Pedal bespielt.